# Édouard Dubufe
Pour les articles homonymes, voir Dubufe.
Édouard-Louis Dubufe, né à Paris le 31 mars 1819 et mort à Versailles le 11 août 1883, est un peintre français.

## Biographie

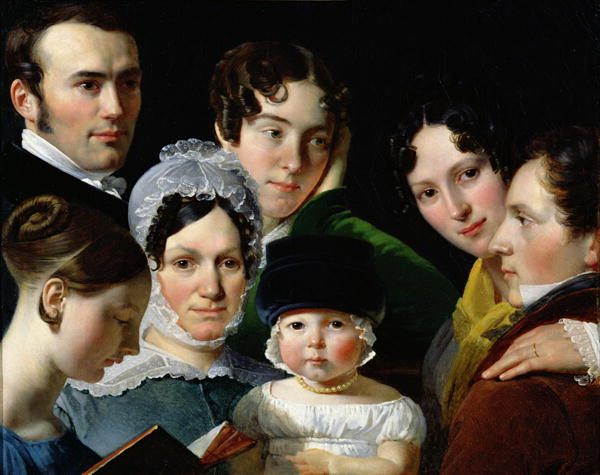
Claude Marie Paul Dubufe, La Famille Dubufe en 1820, Paris, musée du Louvre. Édouard à un an, en bas au centre.

Fils du peintre Claude-Marie Dubufe (1789-1864) et d'Edmée Duménillet (1792-1837), Édouard Dubufe est d'abord l'élève de son père, puis de Paul Delaroche (1797-1856) à l'École des beaux-arts de Paris à partir de 1834. Il obtient une médaille de 3e classe au Salon de 1839. Peintre d'histoire et de compositions religieuses, il est également portraitiste.

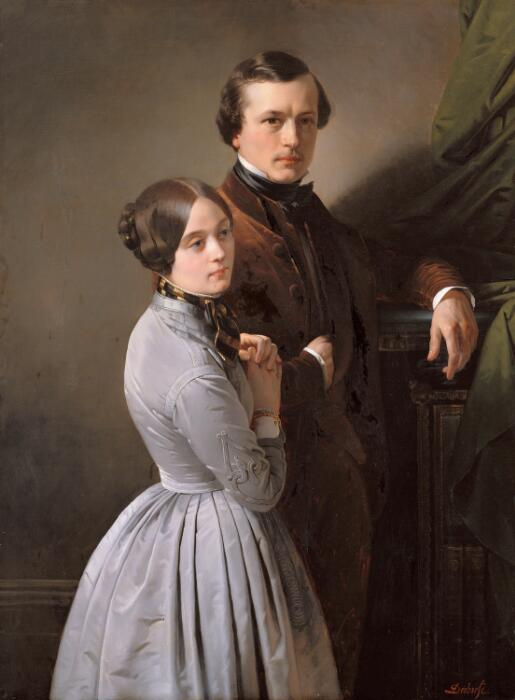
Claude-Marie Dubufe, Portrait d'Édouard et Juliette Dubufe, Salon de 1846 (collection du château de Compiègne).

Le 11 janvier 1842, il épouse la sculptrice Juliette Zimmermann (1819-1855), seconde fille du professeur de piano Pierre Zimmermann (1785-1853), dont la sœur Anna épousera en 1852, le compositeur Charles Gounod. Une profonde et sincère amitié liera les deux hommes, qui se poursuivra au-delà de la mort de Juliette. La même année naît son demi-frère Paul (1842-1898), suivi de Georges qui ne vivra qu'un an, puis René (1850-1876) et Joséphine-Anne qui épousera Arnoult-Philibert de Pincepré.
Il découvre les grands portraitistes anglais durant son séjour en Angleterre de 1848 à 1851,, puis il séjourne en Italie durant l'année 1852.
Sa carrière de portraitiste officiel débute avec le portrait de la comtesse de Beaussier en 1850, puis celui de l'empereur Napoléon III et de son épouse l'impératrice Eugénie, 1853. Avec Franz Xaver Winterhalter, il devient l'un des portraitistes les plus célèbres du Second Empire. 1853 est l'année de la mort de son beau-père et de la naissance de son premier enfant Guillaume (1853-1909), qui deviendra le troisième peintre de la dynastie. Il perd son épouse Juliette deux ans plus tard, morte en couches avec sa fille Juliette-Hortense (1855).
En 1856, il peint le Congrès de Paris à la demande de l'empereur. L'impératrice Eugénie sollicite sa participation à la décoration de son salon bleu au palais des Tuileries, où il peint ses dames d'honneur. Il connaît un grand succès auprès de la société aristocratique et de la grande bourgeoisie.
En 1866, Émile Zola critique ses coteries comme membre du jury du Salon. Il est lié avec son beau-frère l'architecte Jean-Baptiste Pigny et beaucoup de ses confrères.
Il épouse en secondes noces Léonie Berthold le 21 juillet 1866  à Paris:167.
Il meurt le 10 août 1883 à Versailles et est inhumé au cimetière Notre-Dame de Versailles.

## Collections publiques

### Lithographie
- Louis-Philippe en exil, vers 1849, lithographie par J. Thomson d'après un tableau exécuté à Claremont en octobre 1849, musée du château de Versailles.
- Marie-Amélie en exil, 1849, lithographie de G. Thomson et Édouard Louis Dubufe, musée Louis-Philippe du château d'Eu.
- Le Baron Desnoyer (1779-1857) Auguste Gaspard peintre graveur membre de l'Académie des beaux-arts, lithographie de Jacques-François Lanta et d'Édouard Dubufe, château de Compiègne.

### Sculpture
- Médaillon de Claude Marie Paul Dubufe, médaillon, Paris, musée d'Orsay

### Peinture
- Portrait présumé de Hassan, gardien de la girafe offerte à Charles X, vers 1827, huile sur toile, 55,9 x 46,6 cm, Paris , musée du Louvre[6].
- Tête d'homme, 1835, musée d'Art et d'Histoire de Lisieux.
- Tobie, ensevelissant les morts, 1841, musée d'Art et d'Histoire de Lisieux.
- Madame Edouard Dubufe, née Juliette Zimmerman, 1842, Paris, musée d'Orsay.
- Portrait de la baronne Blanquart de Bailleul 1843, musée des Beaux-Arts de Rouen.
- Jeune Grecque sortant du bain, vers 1843, château de Compiègne.
- La Prière du matin, scène de famille du XVe siècle, 1844, Paris, musée du Louvre.
- Portrait d'Adolphe-Édouard Mortier, duc de Trévisse (1768-1835) maréchal de France, 1844, Paris, musée de l'Armée.
- Portrait de la reine Marie Amélie, 1849, dessin, 42 × 34 cm, Gray (Haute-Saône), musée Baron-Martin.
- La Comtesse de Beaussier, 1850, Mâcon, musée des Ursulines.
- Mme Bizet-Strauss, enfant, 1850, château de Versailles.
- Mme F…, 1851, Paris, musée d'Orsay.
- Portrait de l'impératrice Eugénie de Montijo, 1853, château de Compiègne.
- Portrait de l'empereur Napoléon III, 1853, Paris, musée d'Orsay.
- Eugénie de Montijo, impératrice des Français, 1854, réplique de la toile exposée au salon de 1853, château de Versailles[7].
- Autoportrait, 1855, château de Compiègne.
- Rosa Bonheur, vers 1856, en collaboration avec Rosa Bonheur qui a peint la tête de buffle, château de Versailles[8].
- Le Congrès de Paris, du 25 février au 30 mars 1856, 1856, château de Versailles[9].
- Portrait de la comtesse de Hallez-Claparède, 1857, château de Compiègne.
- Portrait du chevalier Michel de La Broise, 1857, château de Laval.
- Portrait de Madame Barbier, 1858, Versailles, musée Lambinet.
- Mathilde-Laetitia-Wilhelmine Bonaparte, dite la princesse Mathilde (1820-1904), 1861, château de Versailles[10].
- Portrait de Madame Paroy de Lurcy, 1862, huile sur toile, 106 × 90 cm, Dijon, musée des Beaux-Arts.
- Portrait de la princesse Brancaccio-Massimo, vers 1862, musée d'Art du comté de Los Angeles.
- Esquisse pour l'Enfant prodigue, 1865, Paris, musée d'Orsay.
- L'Enfant prodigue, 1866, triptyque, Paris, musée d'Orsay.
- Portrait de Monsieur Barbier, 1868, Versailles, musée Lambinet.
- Portrait de S.E. le général Fleury, grand écuyer, 1868, château de Compiègne[11].
- Portrait de Mme de La Broise, vers 1869, Laval, musée du Vieux Château.
- Marie-Adrienne de Rochechouart-Mortemart[α 6], duchesse d'Uzès (1847-1933), 1869, Paris, musée d'Orsay.
- Portrait de François-Thomas Trehouart, amiral de France en 1869 (1798-1873) représenté commandant en chef l'escadre française sur les côtes d'Argentine en 1845 et sénateur, 1870, château de Versailles.
- Portrait d'Alexandre Dumas fils, 1873, Villers-Cotterêts, musée Alexandre Dumas.
- Portrait de la princesse Henriette de Faucigny Lucinge née de Mailly-Nesle, 1873, Moncalieri, collection privée
- Émile Plassan, 1875, musée des Beaux-Arts de Bordeaux.
- Portrait de Philippe Rousseau, 1876, Paris, musée d'Orsay.
- Henri Harpignies, 1876, château de Versailles[12].
- Guillaume-Victor-Émile Augier, 1877, château de Versailles[13].

## Salons
- 1839 : Annonce à Marie.
- 1840 : Le Miracle des roses.
- 1841 : Tobie.
- 1844 : Bethsabée.
- 1850 : Madame F….
- 1853 : Portrait de l'impératrice Eugénie.
- 1857 : Portrait de la comtesse de Hallez-Claparède ; Portrait de la Comtesse de Beaussier ; Rosa Bonheur ; Le Congrès de Paris, du 25 février au 30 mars 1856.
- 1861 : Portrait de Mathilde Laetitia Wilhelmine Bonaparte (1820-1904), princesse Demidoff et de San Donato.
- 1866 : L'Enfant prodigue.
- 1869 : Portrait de S.E. le général Fleury, grand écuyer.
- 1876 : Portrait de Philippe Rousseau.
- 1877 : Henri Harpignies ; Guillaume-Victor-Émile Augier.

## Expositions
- Exposition universelle de 1878 : Guillaume-Victor-Émile Augier.
- 1883 : Paris, « Portraits du Siècle ».
- Exposition universelle de 1889, centennale de l'art français.
- 1973 : « Napoléon III raconté par les décorations », Paris, musée de la Légion d'honneur.
- 1983 : juillet à octobre, Lisieux, église Saint Jacques, exposition organisée par le musée de Lisieux.
- 1988 : « Claude-Marie, Édouard et Guillaume Dubufe : portraits d'un siècle d'élégance parisienne », mairies du 9e et du 16e arrondissement de Paris, organisée par la Délégation à l'action artistique de la Ville.
- 1993 : « Exposition Charles Gounod », Saint-Cloud.
- 1998 : « Chaumet, deux siècles de création », Paris, musée Carnavalet.
- 1998 : « Entre Amis : 60 ans de donations au musée des Ursulines de Mâcon », Mâcon.
- 1999 : mai à septembre, « 100 peintures des collections du musée des Ursulines », Mâcon.
- 2018 : du 15 mars au 24 juin, « Claude-Marie, Édouard et Guillaume Dubufe (1790-1909), la peinture en héritage », Saint-Cloud, musée des Avelines.

## Décoration
- Officier de la Légion d'honneur (1869)[14]

## Galerie

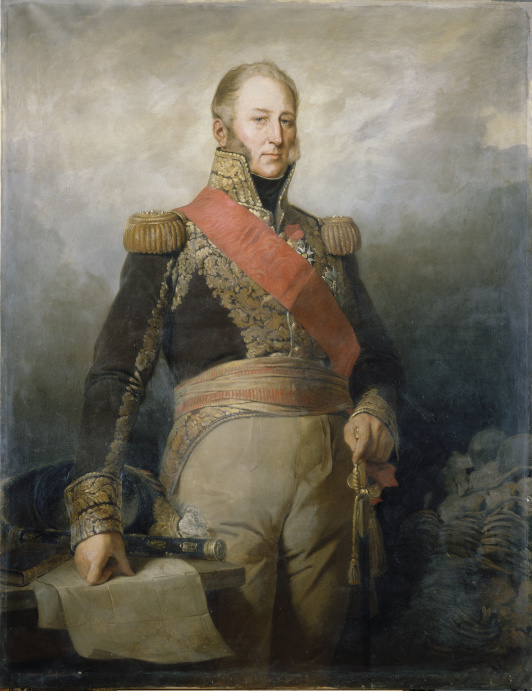
Adolphe-Edouard Mortier, duc de Trévise (1768-1835), maréchal de France (1844), Paris, musée de l'Armée.
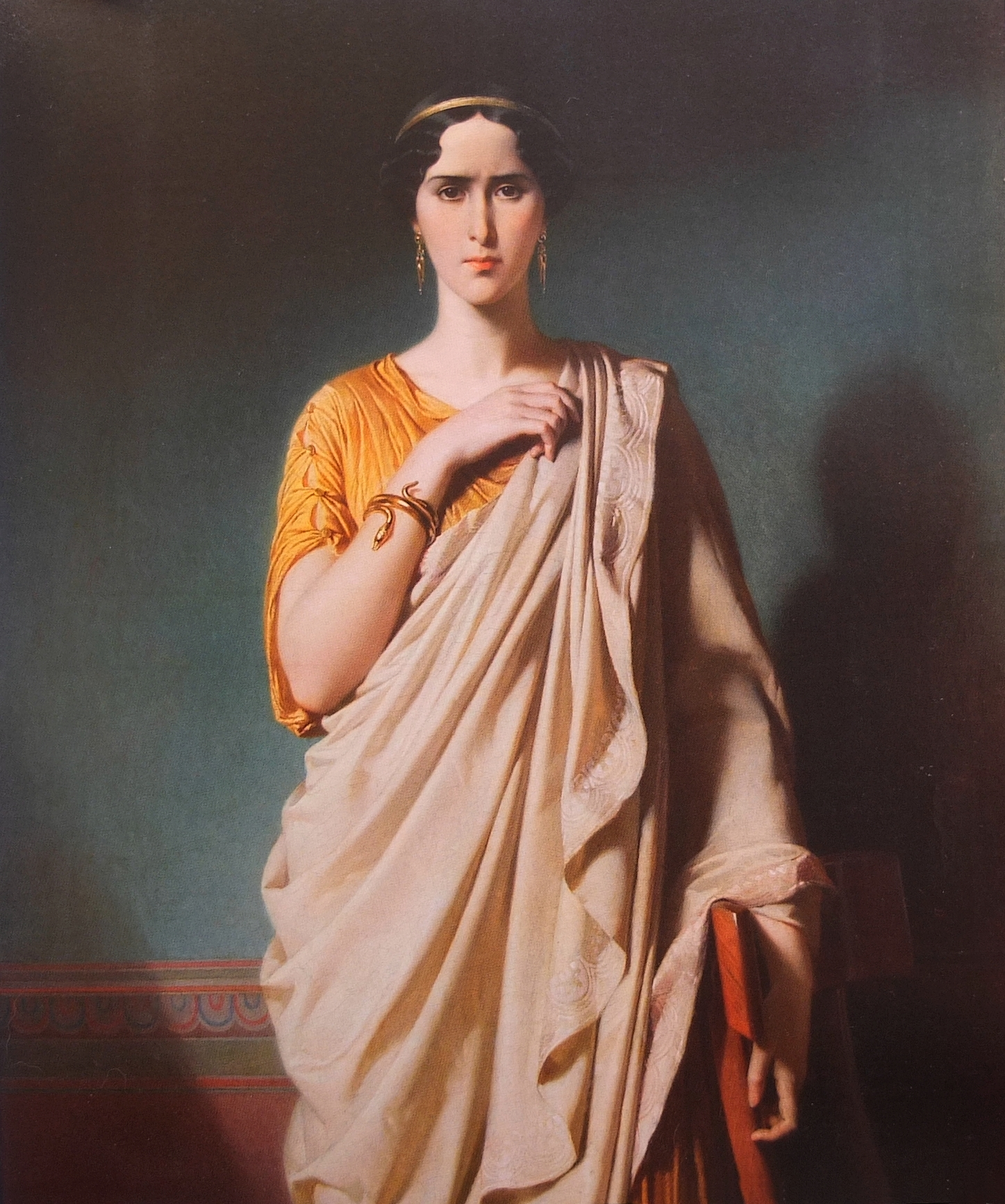
Madame R. ou Rachel dans le rôle de Camille (vers 1850), Paris, Comédie-Française.
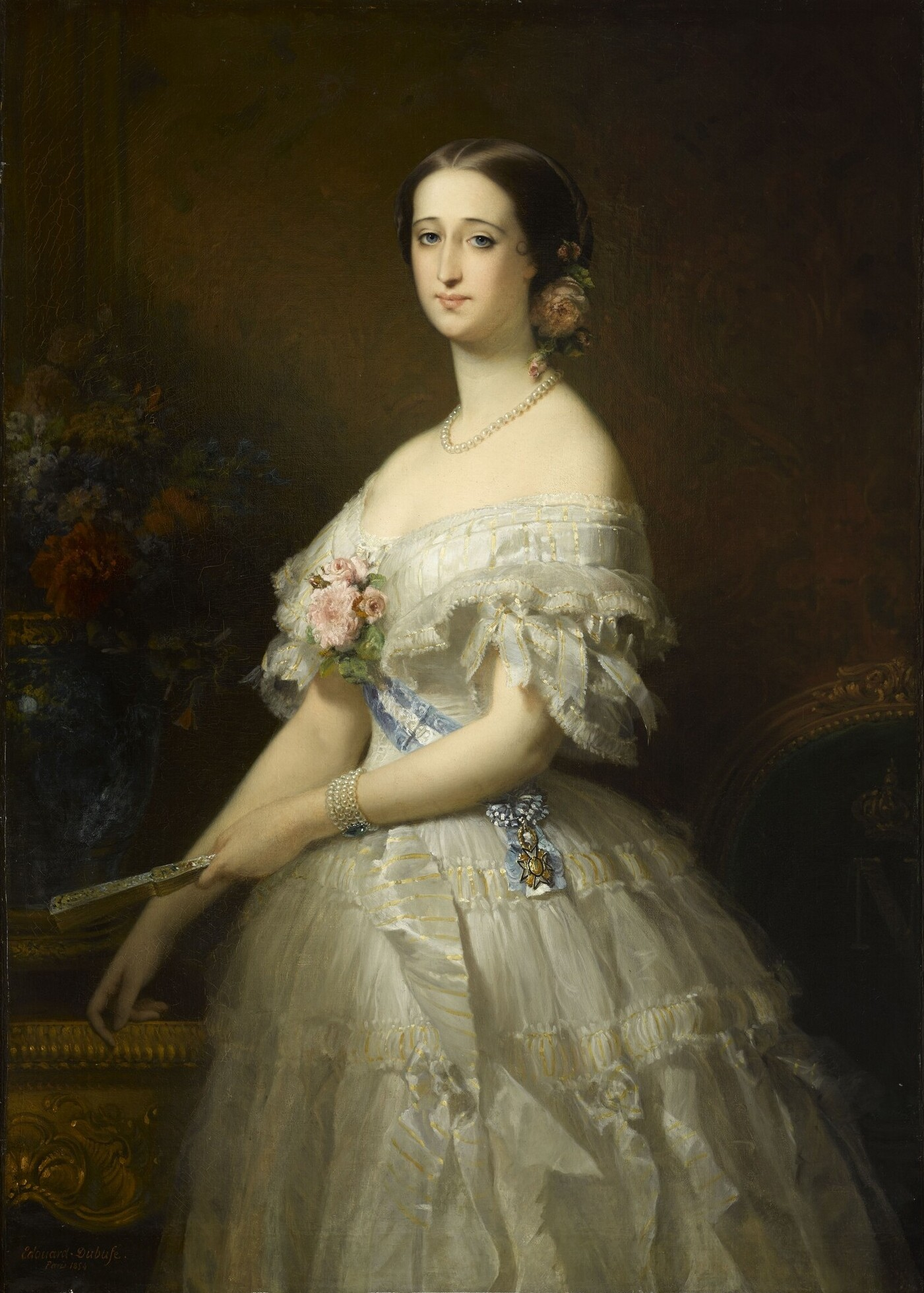
Eugénie de Montijo, impératrice des Français (1854), château de Versailles.
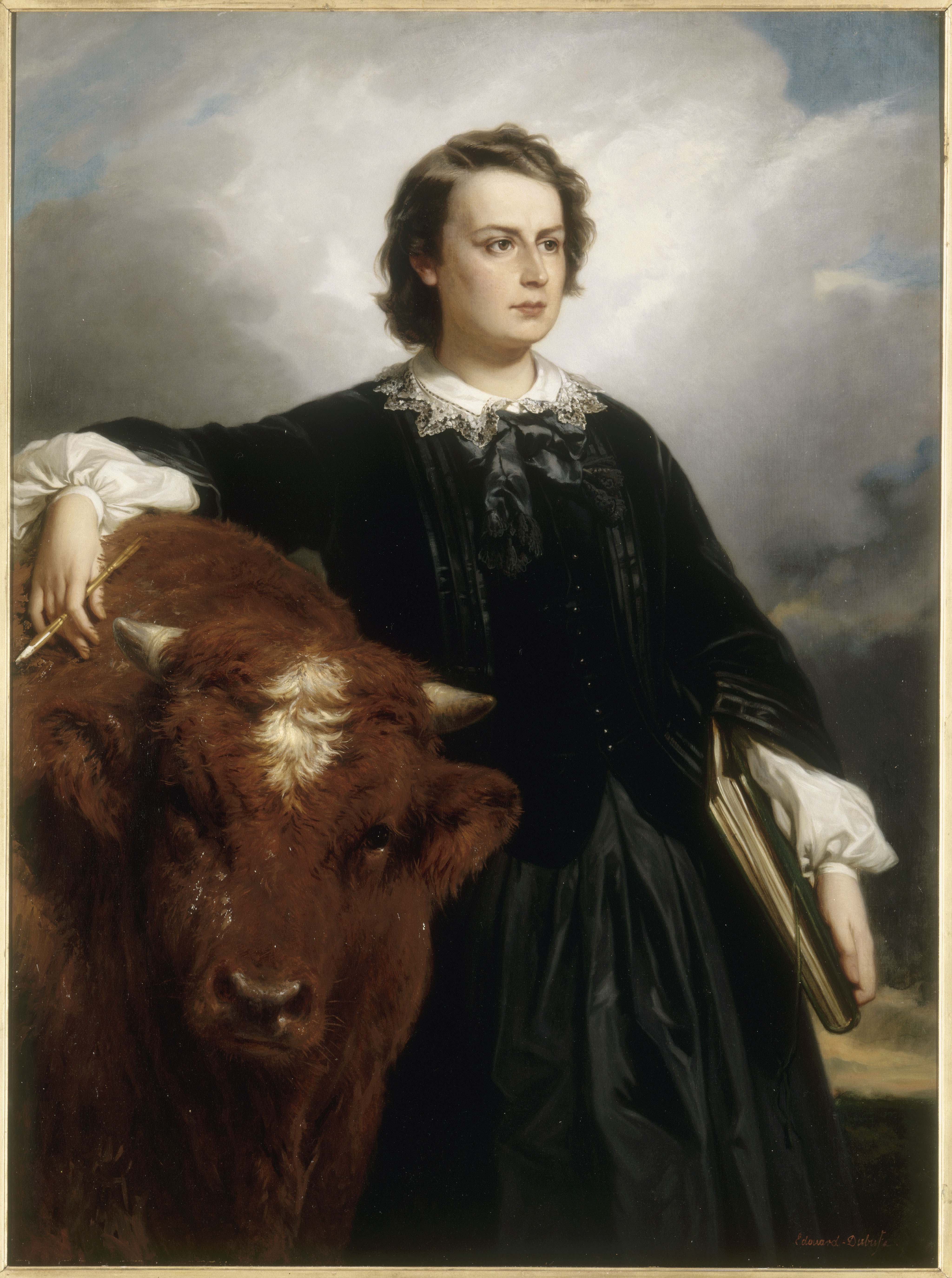
Portrait de Marie-Rosalie dite Rosa Bonheur (1857), château de Versailles.
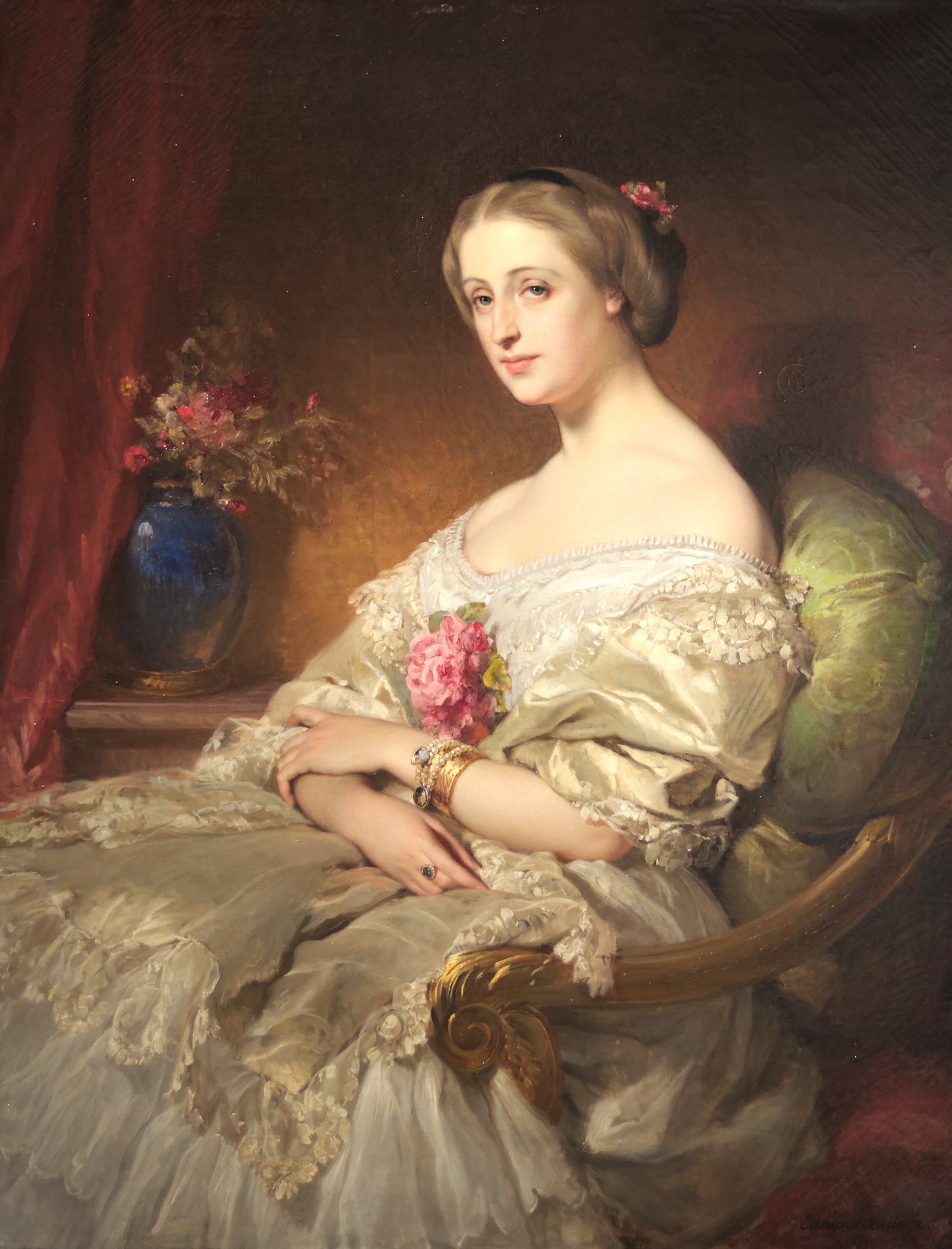
Portrait de la comtesse de Beaussier, musée des Ursulines de Mâcon.